# Grande Comore
Grande Comore (tiếng Swirin: Ngazidja) là một hòn đảo ở Ấn Độ Dương ngoài khơi châu Phi. Đây là hòn đảo lớn nhất trong quốc gia Comoros. Hầu hết dân số của nó là của dân tộc Comoros. Dân số của nó tính đến năm 2006 là khoảng 316.600. Thủ đô của đảo là Moroni, cũng là thủ đô quốc gia. Hòn đảo được tạo thành từ hai ngọn núi lửa hình khiên, với Núi Karthala là điểm cao nhất của đất nước ở độ cao 2.361 m (7.746 ft) trên mực nước biển. Theo bản sửa đổi năm 2009 của hiến pháp năm 2002, nó được điều hành bởi một Thống đốc được bầu, cũng như các đảo khác, với chính phủ liên bang bị giảm nhiều quyền lực. Tên gọi Ngazidja đôi khi được nhìn thấy ở dạng không chuẩn Njazidja.